# Doplang (Adipala)
Doplang is een bestuurslaag in het regentschap Cilacap van de provincie Midden-Java, Indonesië. Doplang telt 4015 inwoners (volkstelling 2010).